# 上海師範大学
上海師範大学（しゃんはいしはんだいがく、英語: Shanghai Normal University）は、中国上海市徐匯区桂林路100号に本部を置く中国の公立大学。1954年創立、1954年大学設置。大学の略称はSHNU。
中国の上海にある公立総合大学であり、中華人民共和国の上海市に属する重点大学である、市内の3つの主要大学の1つ (に加えて上海大学、上海理工大学)。1954年に創立した。現在、上海市内の徐匯区と奉賢区に2つのキャンパスを構えている。 同大学は、USNEWS 2019年世界大学ランキング（中国本土）で84位、QS 2019年アジア大学ランキング（中国本土）で50位であった。 2019 Nature Index Composite Rankingによると、中国の大学で12位にランクインした。 イギリスのタイムズ・ハイアー・エデュケーションによるTHEアジアトップ大学ランキング200に数年連続ランクインしており、2013年のアジア大学ランキングでは181位に位置していた。 2014年のQS世界大学ランキングでは、学術論文の総被引用数で378位となり、世界のトップ400大学に入った。

## 歴史
上海師範大学は1954年に上海師範専科学校として創立され、1956年に上海第一師範学院と上海第二師範学院に拡張し、1958年に二つの学院が合併し、上海師範学院ができた。1972年から1978年には五校が合併し上海師範大学が誕生したが、1978年、上海師範学院に戻った。1984年、上海師範大学と改称。1994年10月、上海技術師範学院と合併し、新たな上海師範大学として成立した。1997年9月から2003年8月の間、上海師範高等専科学校、南林師範学校黄陵衛生保健師範部、上海行知芸術師範学校、上海旅遊高等専科学校等が相次いで合併するか上海師範大学の管理下に編入した。
2016年10月22日、中国で初めての慰安婦像2体（ソウルの日本大使館前と同じ韓国人の像と中国人の像）が大学構内に設置され、同時に「中国慰安婦歴史博物館」も開館した。

## 学部
現在、学校は16個の二級学院 (日本大学の学部に相当する)。
- 商学院
- 生命与環境科学学院
- 人文与伝播学院
- マルクス主義学院
- 外国語学院
- 教育学院　(ライフバランスマネジメント研究所代表の渡部卓氏が客座教授に就任し招聘講義を担当した)
- 数理学院
- 旅遊学院
- 建築工程学院
- 音楽学院
- 美術学院
- 対外漢語学院
- 謝晋影視芸術学院
- 法政学院
- 信息与機械工程学院
- 体育学院

## 大学協定校

### 日本
- 早稲田大学
- 青山学院大学
- 神奈川大学
- 広島大学
- 長崎大学
- 横浜市立大学
- 京都外国語大学
- 京都教育大学
- 桜美林大学
- 高千穂大学
- 熊本大学
- 龍谷大学
- 東京学芸大学
- 愛媛大学
- 大東文化大学
- 福井大学
- 福山大学
- 椙山女学園大学
- 追手門学院大学

### 台湾
- 国立台湾師範大学
- 中国文化大学
- 国立台湾芸術大学
- 元智大学
- 金門大学
- 屏東大学

## 大学出身者
- 崔天凱
- 李源潮
- 范冰冰
- ヴィッキー・チャオ
- 张庭
- 王滬寧
- 龔如心